# Військово-морські сили Китайської Республіки

Емблема ВМС

Військово-морські сили Китайської Республіки (кит.: 中華民國海軍; англ. Republic of China Navy (ROCN)) — один з видів Збройних сил Китайської Республіки. Префікс кораблів ROCN — ROCS (Republic of China Ship); в минулому використовувався префікс CNS (Chinese Navy Ship). До складу ВМС входить корпус морської піхоти.

## Пункти базування
- Військово-морська база Су Ат на північному сході Тайваню.
- Військово-морська база Цзо Ін у районі Гаосюн.

## Кораблі ВМС

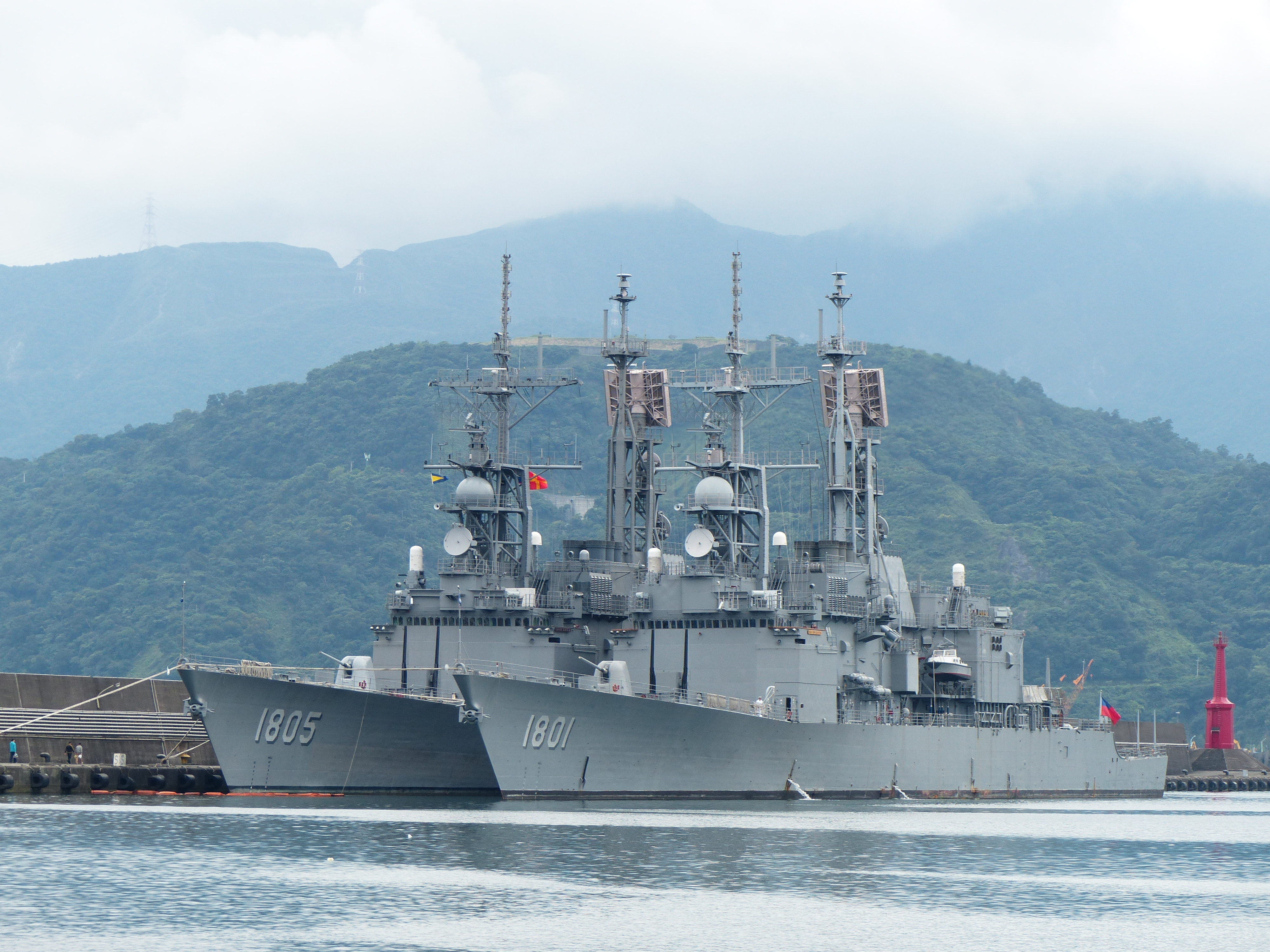
Kee-Lung

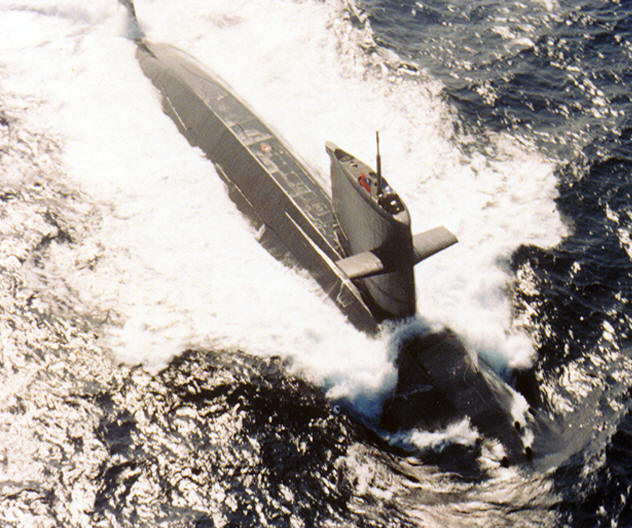
Hai Lung

- Kee-Lungчотири ескадрених міноносці типу «Кі Лунг» (Kee Lung) — придбані у 2005 році в США: «Кі Лун» (DDG-1801), «Су Ат» (DDG-1802), «Цзо Ін» (DDG-1803), «Ма Конг» (DDG-1805).

- вісім фрегатів проекту «Cheng Kung» — ліцензійні американські кораблі типу «Олівер Газард Перрі».

- вісім фрегатів «Chi Yang» — старі американські фрегати типу «Нокс».

- шість фрегатів класу «Канг Дінг» — фрегати французької будови типу «Лафайєт»: Kang Ding (康定, FFG-1202), Si Ning (西寧, FFG-1203), Kun Ming (昆明, FFG-1205), Di Hua (迪化, FFG-1206), Wu Chang (武昌, FFG-1207) і Chen De (承德, FFG-1208)

### Підводні човни
- 2 підводні човни типу «Hai Lung» 
  - Hai Lung (SS-793)
  - Hai Hu (SS-794)

- два човни класу Tench, побудовані у США в 1945 році. Використовуються як навчальні та умовно-бойові кораблі.

У вересні 2023 року в рамках реалізації програми будівництва субмарин власної розробки Indigenous Defense Submarine (IDS) відбулась церемонія присвоєння назви та спуску на воду першого підводного човна серії — Хай Кун (海鯤)

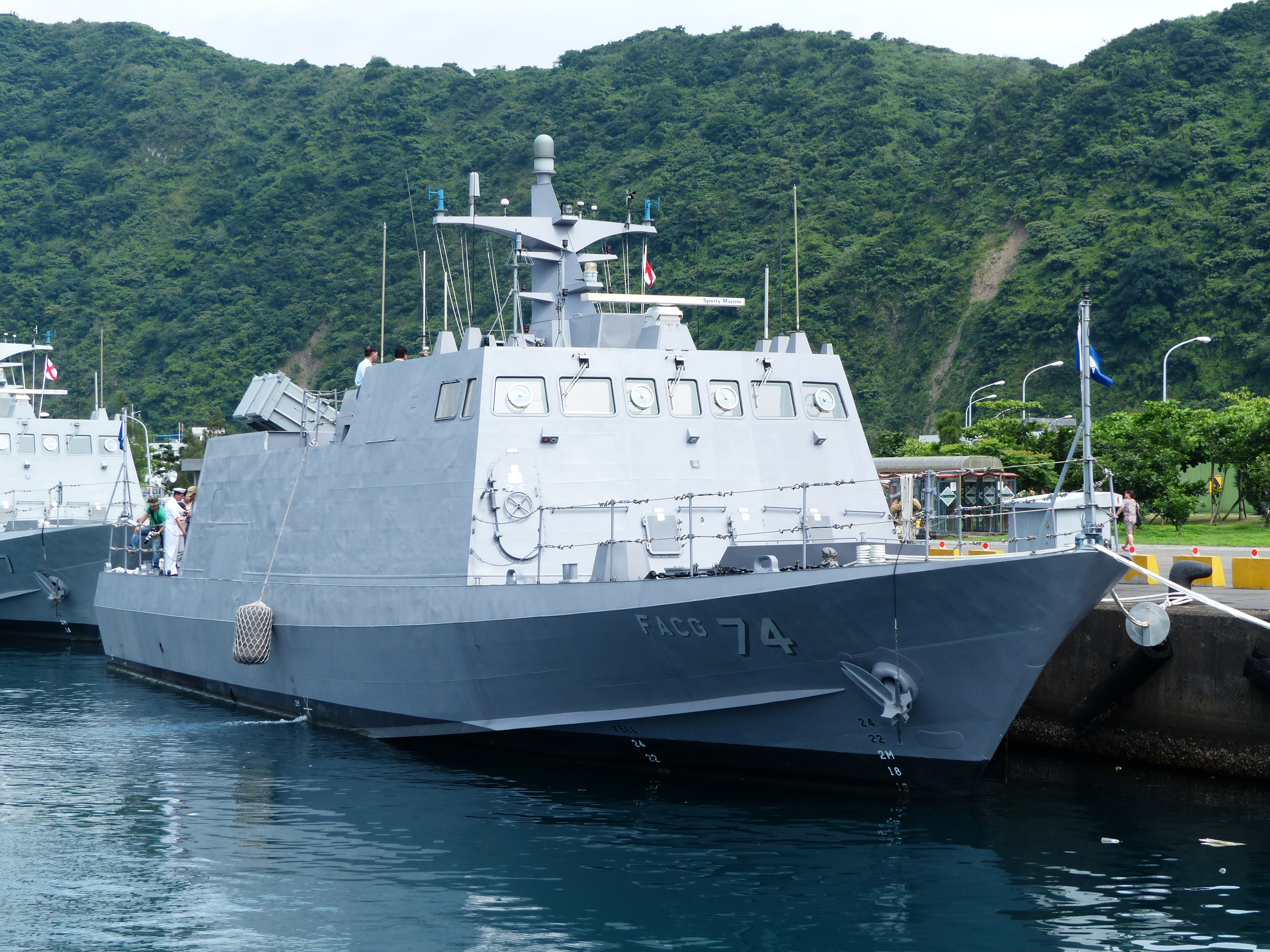
Kuang Hua VI

### Ракетні катери і патрульні кораблі
- 31 ракетний катер типу «Kuang Hua VI», озброєний чотирма ракетами HF-II. Побудовані у 2005—2012 роках[2].
- 12 патрульних кораблів класу Ching Chiang.
- 12 легких патрульних канонерок.

### Десантні кораблі
- один десантний корабель-док типу «Анкорідж», колишній американський USS Pensacola (LSD-38), 1969 року побудови.
- один десантний корабель-док типу «Каса-Гранде», колишній американський USS Comstock (LSD-19), 1945 року побудови.
- два великих десантних кораблі типу Newport, американські, 1972 року побудови.
- одинадцять десантних кораблів класу LSM-1 та класу LST-1, американські, 1942—1945 років споруди.

### Авіація флоту
- 26 патрульних протичовнових літаків Grumman S-2 Tracker.
- Lockheed P-3 Orion[3].
- 19 вертольотів Sikorsky SH-60 Seahawk
- 9 вертольотів McDonnell Douglas MD 500 Defender

## Прапори кораблів і суден

Прапор
Гюйс